# Айтбакин, Амре Дурманулы
Амре Дурманулы Айтбакин (также Амире, 1861, Акпеттауская волость, Павлодарский уезд, Семипалатинская область — 1919, Усть-Каменогорск) — первый дипломированный врач-казах.

## Биография
Родился в Акпеттауской волости. В 1882 окончил учительскую семинарию в Омске. Там же преподавал в гимназии. В 1883—1889 переводчик, чиновник по особо важным делам в совете военного губернатора Семипалатинской области. Принимал участие в разработке «Законодательных актов против уголовных дел для казахов Семипалатинской области»[уточнить], осужденных в мае 1885 года. В 1889—1894 учился на медицинском факультете Томского университета. Врач в Каркаралинском и Павлодарском уездах, в посёлке Большенарымский Усть-Каменогорского уезда. После революции 1917 года был председателем местного совета, членом исполкома Усть-Каменогорского уездного совета. Был видным деятелем партии «Алаш». Скончался осенью 1919 года, предположительно от тифа.